# Ingeborg Norská
Ingeborg Hákonardóttir Norská (švédsky: Ingeborg Håkansdotter) (1301 – 17. června 1361) byla norská princezna, díky sňatku s Erikem Magnussonem švédská princezna. Byla také regentkou Švédska (1319-1326) a Norska (1319-1327).

## Původ
Ingeborg se narodila jako dcera norského krále Haakona V. Norského a jeho manželky Eufémie z Rujány. Byla jejich jediným potomkem.

## Manželství s Erikem Magnussonem
Již jako dítě byla Ingeborg zasnoubená s Magnusem Birgerssonem, synem švédského krále Birgera. Zasnoubení však brzy bylo z politických důvodů zrušeno a v roce 1305 byla zasnoubená s Erikem Magnussonem.
V roce 1312 se v Oslu konala dvojitá svatba. Ingeborg se provdala za Erika, zatímco její sestřenice Ingeborg Eriksdottir, dcera Erika II., se vdala za jeho bratra Valdemara. V roce 1316 měli Erik a Ingeborg syna, budoucího Magnuse IV., a v roce 1317 dceru Eufémii, matku Albrechta Meklenburského.
Do roku 1315 se Erikovi a Valdemarovi podařilo na úkor jejich bratra, krále Birgera, ovládnout velkou část švédského království. Politickou kariéru obou bratrů Birger drasticky ukončil. Během oslav Vánoc v roce 1317 na hradě Nyköping Birger bratry zajal a pravděpodobně nechal vyhladovět k smrti. Manželky obou bratrů se zasazovaly o propuštění svých manželů. 16. dubna 1318 obě vévodkyně uzavřely v Kalmaru dohodu s dánským vévodou Kryštofem ze Hallandu-Samsö a arcibiskupem Esgarem z Lund, podle které neměl být uzavřen mír s králi Švédska a Dánska, dokud nebudou jejich manželé propuštěni. Během roku 1318 se potvrdilo, že oba zemřeli.

## Regentství

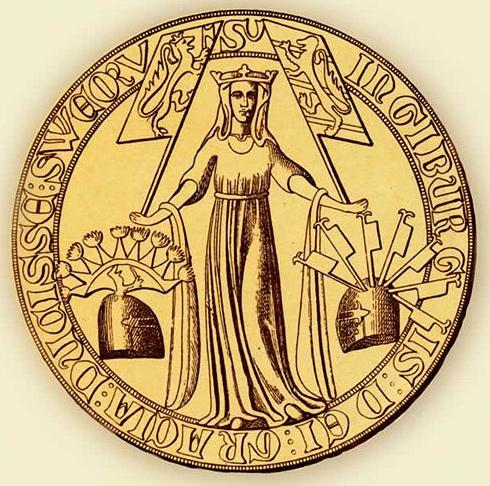
Pečeť Ingeborg Norské.

Její syn Magnus byl zvolen švédským králem ve svých třech letech 8. července 1319, po svržení Birgera. V srpnu toho roku byl také uznán dědičným norským králem (po smrti Ingeboržina otce). Ingeborg se stala jeho regentkou, její pozici je však těžké určit. Mats Kettilumndsson předsedal regentské radě společně s dvěma "vévodyněmi Ingeborg"; Ingeborg Håkansdotter a její sestřenice Ingeborg Eriksdottir.
Ingeborg byla kritizována za vedení vlastní politiky mimo švédskou a norskou radu a užívání královské pečeti svého syna k uskutečňování vlastních cílů. 1. října 1320 osvobodila Rigu od jejích dluhů. Byla známá štědrými dary určenými jejím podporovatelům. Knut Porse, jeden z podporovatelů jejího manžela, byl jmenován guvernérem Varbergu, kde měla Ingeborg svůj dvůr. Ingeborg se obklopovala mladými cizinci a byl dokonce vytvořen zákon, který cizincům zakazoval být členy švédské rady.
V roce 1322 vznikl mezi Ingeborg a švédskou regentskou radou otevřený konflikt. Rada odsouhlasila, že rozkazy vydávané Ingeborg nebudou platné bez souhlasu celé rady. V roce 1323 byla Ingeborg donucena tuto podmínku přijmout a vzdát se několika strategických hradů a lén. 20. února 1323 se proti ní vzbouřila i norská regentská rada a Ingeborg byla zbavena pozice hlavy této rady. 14. února 1326 výměnou za zaplacení jejích dluhů byla nucena vzdát se dalších lén, poslat Knuta Porseho do exilu a byla ve švédské regentské radě zbavena politického vlivu. V norské radě však byl její podpis stále třeba na mírové smlouvě mezi Norskem a Sönderjyllandem z 14. června 1327.
V roce 1327 se Ingeborg vdala za svého milence Knuta Porseho. Tento sňatek byl dalším důvodem, proč Švédové a stále více také Norové nedovolovali v obou zemích Ingeborg užívat politickou moc. Knut Porse se stal vévodou z Estonska v roce 1329, ale o rok později zemřel. Ingeborg poté znovu hrála určitou roli v životě svého nejstaršího syna, ale je těžké určit, jaký měla vliv.

## Potomci
S Erikem Magnussonem:
- Magnus IV. Švédský (1316–74)
- Eufémie Švédská

S Knutem Porsem, vévodou z Hallandu a Estonska
- Haakon, vévoda z Hallandu, † r. 1350
- Knut, vévoda z Hallandu, † asi r. 1350